# Harry Adaskin
Harry Adaskin OC (* 6. Oktober 1901 in Riga; † 7. April 1994 in Vancouver) war ein kanadischer Geiger und Musikpädagoge.

## Leben
Adaskin war der Bruder von Murray und John Adaskin kam als Kind mit seinen Eltern nach Toronto. Er studierte von 1913 bis 1918 am Toronto Conservatory of Music bei Bertha Drechsler Adamson und von 1918 bis 1922 an der Canadian Academy of Music bei Luigi von Kunits. Er setzte seine Ausbildung bei Leon Sametini in Chicago und bei Henri Czaplinski am Hambourg Conservatory in Toronto (1922–23) fort, nahm 1930 und 1931 Privatunterricht bei Marcel Chailley und besuchte 1931 die Interpretationsklassen von Jacques Thibaud und Georges Enesco in Paris.
Von 1917 bis 1918 spielte Adaskin Violine im Toronto Symphony Orchester unter Frank Welsman. Anfang der 1920er Jahre spielte er die zweite Violine im Academy String Quartet und die erste Violine in Milton Blackstones Streichquartett. Von 1923 bis 1938 war er zweiter Geiger im Hart House String Quartet. Das von Vincent und Alice Massey unterstützte Ensemble war das erste international anerkannte Streichquartett Kanadas und trat auch in den USA und Europa auf.
1923 gründete Adaskin ein Duo mit der Pianistin Frances Marr, die 1926 seine Frau wurde. Das Duo spielte die Uraufführung zahlreicher Werke kanadischer Komponisten, so Hector Grattons Réminiscence (1928), Healey Willans Sonata No. 1 (1930), Patricia Blomfield Holts Pastorale and Finale (1936) und Suite No. 2 (1940), John Weinzweigs Sonata (1942), mehrere Werke Barbara Pentlands, Jean Coulthards Two Sonatinas (1946) und Poem (1948), Robert Turners Sonata (1956) und das Divertimento No. 1 seines Bruders Murray, bei dem dieser die zweite Violine spielte. Zudem umfasste das Repertoire des Duos eine breite Auswahl von Werken US-amerikanischer und europäischer Komponisten des 20. Jahrhunderts.
Bereits seit 1915 gab Adaskin privaten Violinunterricht in Toronto. Außerdem unterrichtete er von 1938 bis 1941 am Upper Canada College und von 1941 bis 1946 am Toronto Conservatory of Music. Ab 1946 unterrichtete er an der University of British Columbia. Zu seinen Schülern zählten außer seinem Bruder Murray u. a. Adolph Koldofsky, Maurice Solway und Harold Sumberg.
Seit 1938 und mit Unterbrechungen bis 1946 moderierte Adaskin die Sendung Musically Speaking bei der CBC. Von 1943 bis 1946 war er der Kommentator der kanadischen Übertragung der New York Philharmonic Sunday Broadcasts. Von 1976 bis 1977 trat er als Livemoderator der Konzertserie des Vancouver Symphony Orchestra auf. Zwischen 1977 und 1981 wirkte er als Erzähler an drei Dokumentarfilmen unter dem Titel The Passionate Canadians mit. Seine Memoiren veröffentlichte er in zwei Bänden unter dem Titel A Fiddler’s World (1977) und A Fiddler’s Choice (1982).